# پل ونیار
پل ونیار مربوط به دوره صفوی است و در شهرستان تبریز، روستای ونیار واقع شده و این اثر در تاریخ ۱۰ دی ۱۳۸۱ با شمارهٔ ثبت ۶۶۷۲ به‌عنوان یکی از آثار ملی ایران به ثبت رسیده است.
مکان این پل تاریخی در ۵۰۰ متری بخش خاوری روستای ونیار قرار داشت و دیرینگی آن وابسته به دوران صفوی بود. به دلیل ساخت نافرجام سد شهید مدنی و احتمال زیر آب قرار گرفتن این پل تاریخی (پل ونیار) در اردیبهشت سال ۱۳۹۲ و با همکاری و همراهی شهردار وقت تبریز علیرضا نوین، ناگهان سازه پل تاریخی ونیار به گونه پنهانی و شبانه ویران و نابود شد. هم‌اکنون در این مکان هیچ نشان و یادبودی از پل تاریخی ونیار بجای نمانده‌است.

## معماری
این پل دارای سه دهنه بود و مصالح آن متشکل از سنگ‌تراش و آجر با ملات گچ و آهک بود. کف پل با سنگ‌فرش پوشیده شده بود که بعدها از برای رفت و آمد خودروهای عبوری جاده اهر - تبریز روی آن آسفالت‌ریزی صورت گرفته بود. پل ونیار دارای دو طاق جناغی و یک طاق رومی بود. کف‌پوش‌های پل با سنگ لاشه ساخته شده بود. پل بر روی رودخانه آجی‌چای قرار داشت و تا میانه‌های دهه ۷۰ خورشیدی جاده تبریز - اهر از روی پل ونیار عبور می‌کرد. همچنین شکل ساختار و نمایه پل ونیار به ویژه طاق‌های سه‌گانه آن بسیار شبیه پل دختر میانه بود.